# Jussy (Aisne)
Jussy és un municipi francès situat al departament de l'Aisne i a la regió dels Alts de França. L'any 2007 tenia 1.244 habitants.

## Demografia

### Població
El 2007 la població de fet de Jussy era de 1.244 persones. Hi havia 496 famílies de les quals 144 eren unipersonals (56 homes vivint sols i 88 dones vivint soles), 144 parelles sense fills, 172 parelles amb fills i 36 famílies monoparentals amb fills.
La població ha evolucionat segons el següent gràfic:
Habitants censats

### Habitatges
El 2007 hi havia 554 habitatges, 510 eren l'habitatge principal de la família, 8 eren segones residències i 36 estaven desocupats. 446 eren cases i 106 eren apartaments. Dels 510 habitatges principals, 349 estaven ocupats pels seus propietaris, 150 estaven llogats i ocupats pels llogaters i 11 estaven cedits a títol gratuït; 8 tenien una cambra, 33 en tenien dues, 87 en tenien tres, 138 en tenien quatre i 244 en tenien cinc o més. 326 habitatges disposaven pel capbaix d'una plaça de pàrquing. A 222 habitatges hi havia un automòbil i a 213 n'hi havia dos o més.

### Piràmide de població
La piràmide de població per edats i sexe el 2009 era:
| Homes | Edats   | Dones |
| ----- | ------- | ----- |
| 0     | 95 o +  | 0     |
| 0     | 90 a 94 | 8     |
| 12    | 85 a 89 | 12    |
| 4     | 80 a 84 | 8     |
| 16    | 75 a 79 | 28    |
| 44    | 70 a 74 | 36    |
| 20    | 65 a 69 | 24    |
| 36    | 60 a 64 | 24    |
| 20    | 55 a 59 | 24    |
| 40    | 50 a 54 | 48    |
| 48    | 45 a 49 | 40    |
| 44    | 40 a 44 | 56    |
| 36    | 35 a 39 | 36    |
| 52    | 30 a 34 | 48    |
| 48    | 25 a 29 | 48    |
| 28    | 20 a 24 | 36    |
| 64    | 15 a 19 | 56    |
| 44    | 10 a 14 | 68    |
| 60    | 5 a 9   | 44    |
| 32    | 0 a 4   | 20    |

## Economia
El 2007 la població en edat de treballar era de 794 persones, 570 eren actives i 224 eren inactives. De les 570 persones actives 499 estaven ocupades (276 homes i 223 dones) i 71 estaven aturades (27 homes i 44 dones). De les 224 persones inactives 70 estaven jubilades, 64 estaven estudiant i 90 estaven classificades com a «altres inactius».

### Ingressos
El 2009 a Jussy hi havia 533 unitats fiscals que integraven 1.296,5 persones, la mediana anual d'ingressos fiscals per persona era de 16.919 €.

### Activitats econòmiques
Dels 39 establiments que hi havia el 2007, 1 era d'una empresa extractiva, 3 d'empreses alimentàries, 1 d'una empresa de fabricació de material elèctric, 3 d'empreses de fabricació d'altres productes industrials, 4 d'empreses de construcció, 7 d'empreses de comerç i reparació d'automòbils, 6 d'empreses de transport, 3 d'empreses d'hostatgeria i restauració, 1 d'una empresa financera, 2 d'empreses de serveis, 7 d'entitats de l'administració pública i 1 d'una empresa classificada com a «altres activitats de serveis».
Dels 9 establiments de servei als particulars que hi havia el 2009, 1 era una oficina de correu, 2 tallers de reparació d'automòbils i de material agrícola, 1 paleta, 2 electricistes, 1 perruqueria i 2 restaurants.
Dels 3 establiments comercials que hi havia el 2009, 1 era un hipermercat i 2 fleques.
L'any 2000 a Jussy hi havia 13 explotacions agrícoles que ocupaven un total de 810 hectàrees.

## Equipaments sanitaris i escolars
El 2009 hi havia una escola elemental.

## Poblacions més properes
El següent diagrama mostra les poblacions més properes.